# Wayne Lai Yiu-Cheung

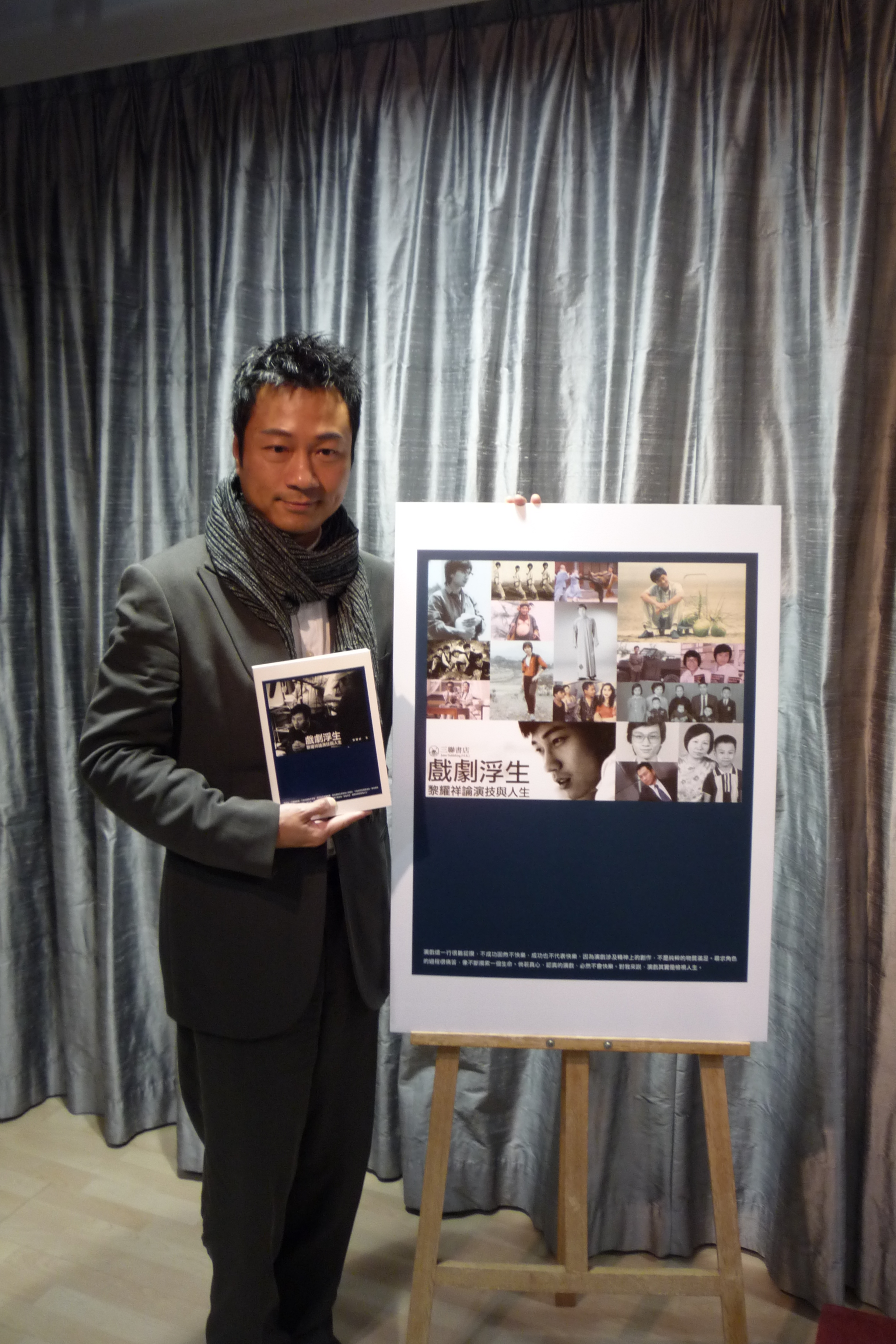
Wayne Lai

Wayne Lai Yiu-Cheung 黎耀祥 (Hongkong, 4 mei 1964) is een Hongkongse filmacteur en TVB acteur. Lai Yiu-Cheung kwam in 1983 bij TVB werken als klerk in het zakendepartement. Twee jaar later ging hij zijn ontslag aanbieden en ging leren op de TVB Acting School en in 1986 speelde hij in een paar TVB-series. Hij startte als acteur in kleine rollen en later kreeg hij meer teksten. Hij heeft behalve in TVB-series, ook in twee HKATV-series gewerkt. Yiu-Cheung speelt verschillende soorten rollen en is erg geliefd onder het Hongkongse publiek. Verder is hij getrouwd en heeft hij één zoon.

## Filmografie
- Wives and Concubines (nog niet klaar)
- The Good, The Bad and The Ugly (nog niet klaar)
- Chau Heung Angers Tong Bak-Fu (2009, klaar)
- Rosy Business (2009, klaar)
- The greatness of a hero (2009)
- Pages of treasures (2008)
- Off pedder (2008)
- Moonlight Resonance (2008)
- The Legendary Ren Jie (2008)
- The gentle crackdown II (2008)
- Steps (2007)
- Devil's Disciples (2007)
- Hooked on You (2007)
- Eye in the Sky (2007)
- Best Selling Secrets (2007)
- Best Bet (2007)
- Trimming Success (2006)
- Confession of Pain (2006)
- McDull, the Alumni (2006)
- My Name is Fame (2006)
- Safe Guards (2006)
- When Rules Turn Loose (2005)
- Hidden Treasures (2005)
- Fantasy Hotel (2005)
- The Gentle Crackdown (2005)
- Scavengers' Paradise (2005)
- The Conqueror's Story (2004)
- To Love With No Regrets (2004)
- The Driving Power (2003)
- Greed Mask (2003)
- Happy Go Lucky (2003)
- Frugal Game (2002)
- The New Adventures of CLH (2001)
- Battlefield Network (2000) (ATV)
- Showbiz Tycoon (2000) (ATV)
- Anti-Crime Squad (1999)
- Journey to the West II (1998)
- Fung Wan (1998)
- A Killer's Expiry Date (1998)
- Killing Me Tenderly (1997)
- A Road and a Will (1997)
- Files of Justice V (1997)
- Show Time Blues (1997)
- Journey to the West (1996)
- The Smiling, Proud Wanderer (1996)
- Detective Investigation Files (1995)
- Files of Justice IV (1995)
- The Return of the Condor Heroes (1995)
- To Love with Love (1995)
- The Legend of the Condor Heroes (1994)
- Crime and Passion (1994)
- The Condor Heroes Return (1994)
- The Vampire Returns (1993)
- Files of Justice (1992)
- The Challenge of Life (1990)
- A Time of Taste (1990)
- Greed (1989)
- The Vixen's Tale (1989)
- The Bund (1988)
- Twilight of a Nation (1988)
- Shi Loi Wan Do (1987)
- Buk Dao Chin Fung (1987)